# Phasia subopaca
Phasia subopaca là một loài ruồi trong họ Tachinidae.